# Sam Goody
Sam Goody foi um varejista no ramo da indústria da música e do entretenimento nos Estados Unidos e Reino Unido, controlada pela The Musicland Group inc. Foi comprada pela Best Buy em 2000, vendida para a Sun Capital em 2003, e declarou falência em 2006 fechando muitas lojas. As lojas restantes foram adquiridas pela Trans World Entertainment do qual também controla a f.y.e., a Saturday Matinee e a Suncoast Motion Picture Company. É especializada na venda de música, vídeo, e video game. Em 2008, a Trans World converteu muitas lojas da Sam Goody para a f.y.e., embora alguns ainda operam sob o nome da Sam Goody.

## Historia
Sam "Goody" Gutowitz (1904-1991) da Cidade de Nova Iorque abriu uma pequena loja de discos na Ninth Avenue de Nova Iorque logo após o advento das gravações em vinil long-playing no final da década de 1940. Embora ele já tivesse feito algum negócio no ramo do varejo, o maior de volume de vendas dele foi por correspondência a preços de desconto. Ele tornou-se uma espécie de herói popular entre os estudantes universitários sem dinheiro como o primeiro sucesso LP de desconto, feito em grande escala.

## Galeria de fotos

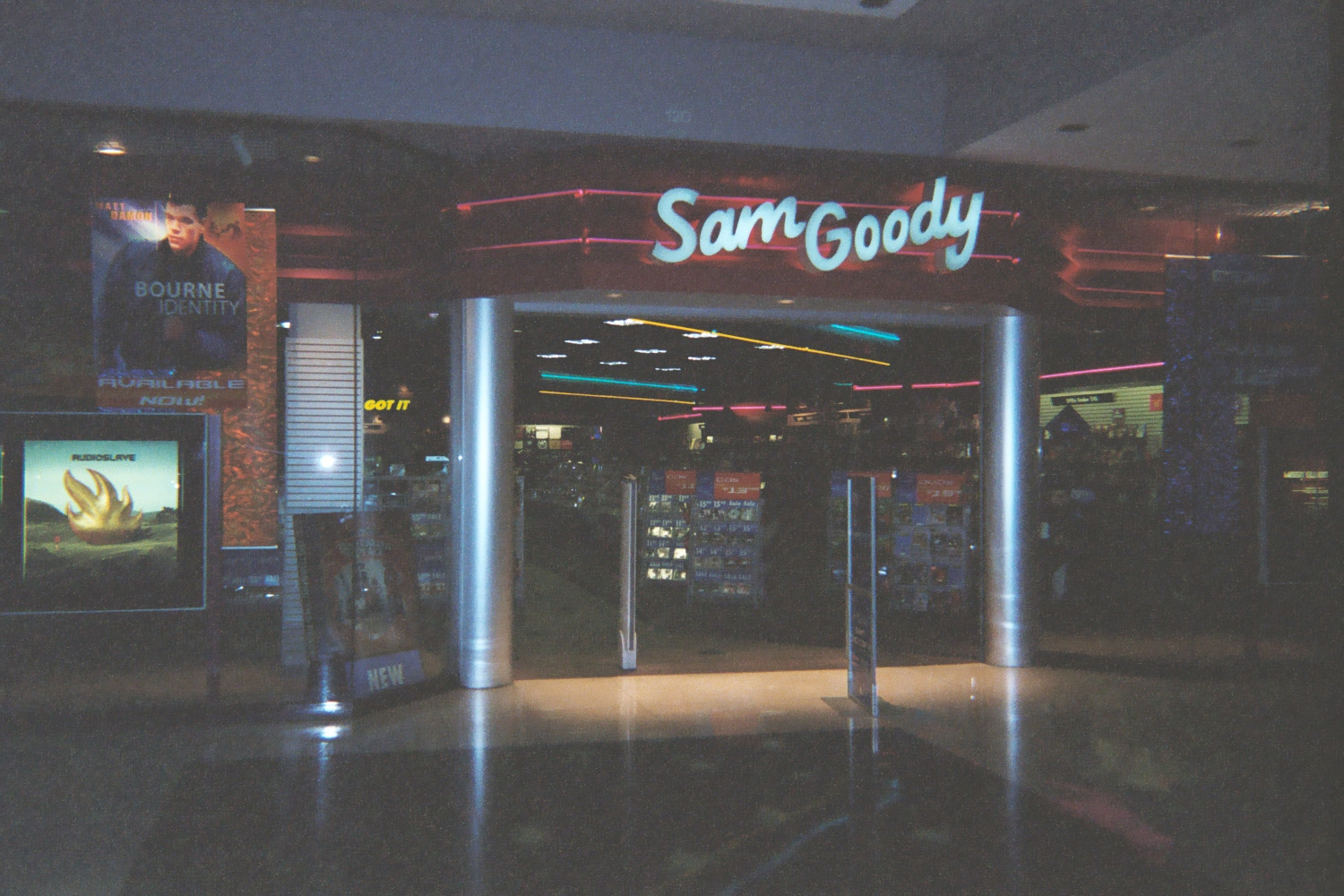
Typical Sam Goody pre-1994 concept
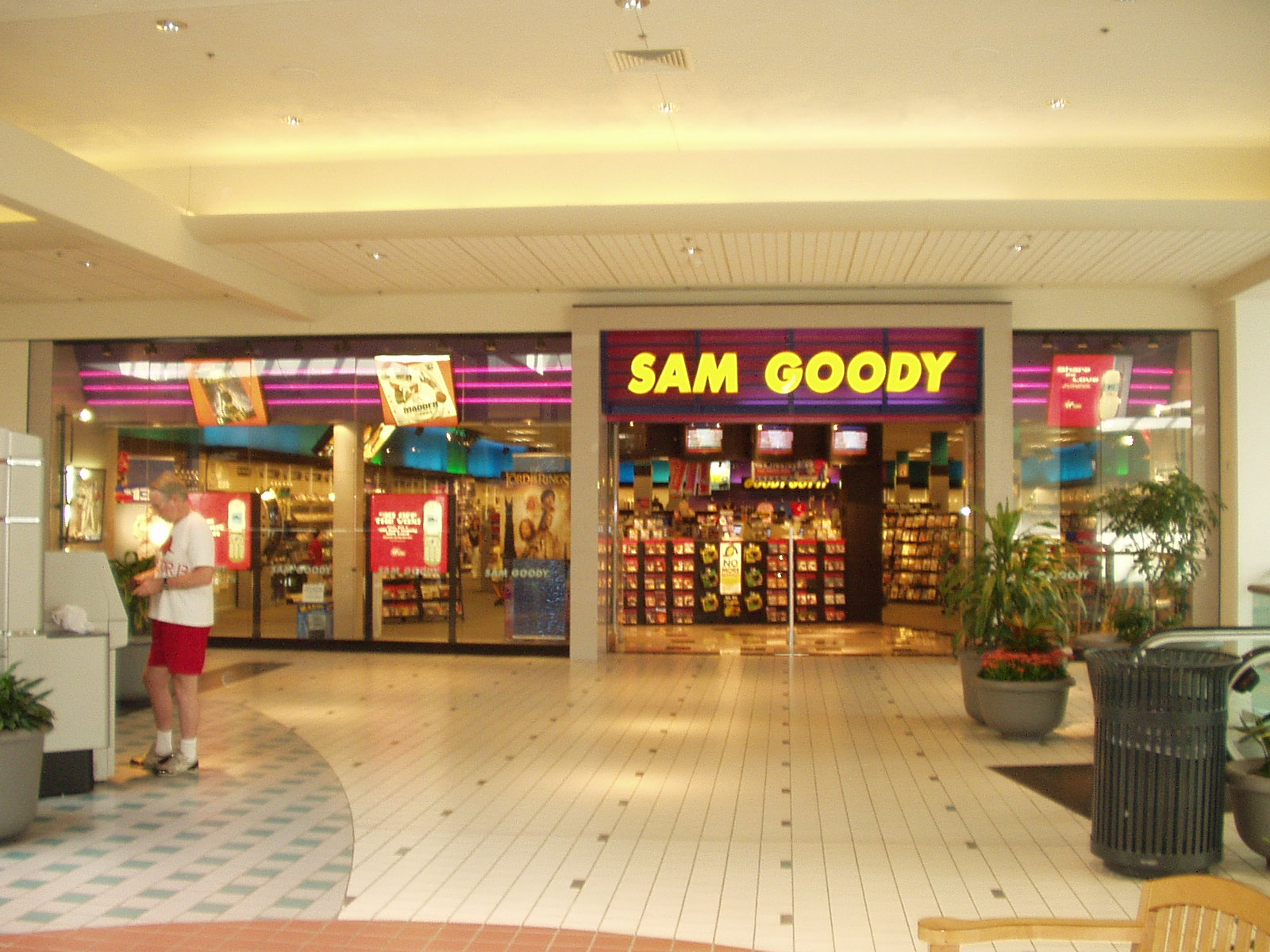
Typical Sam Goody 1994-1998 concept
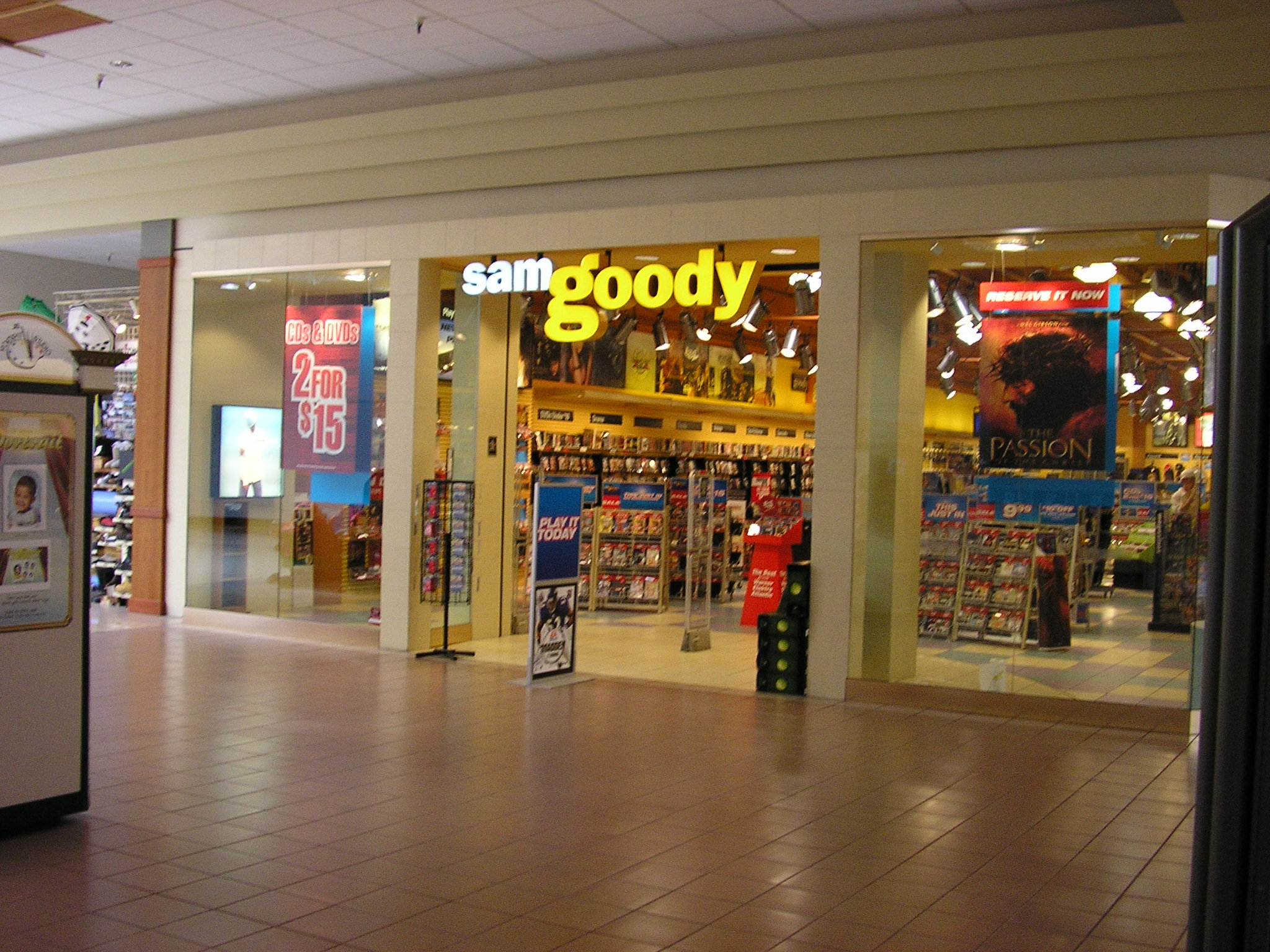
Typical Sam Goody 1998-2006
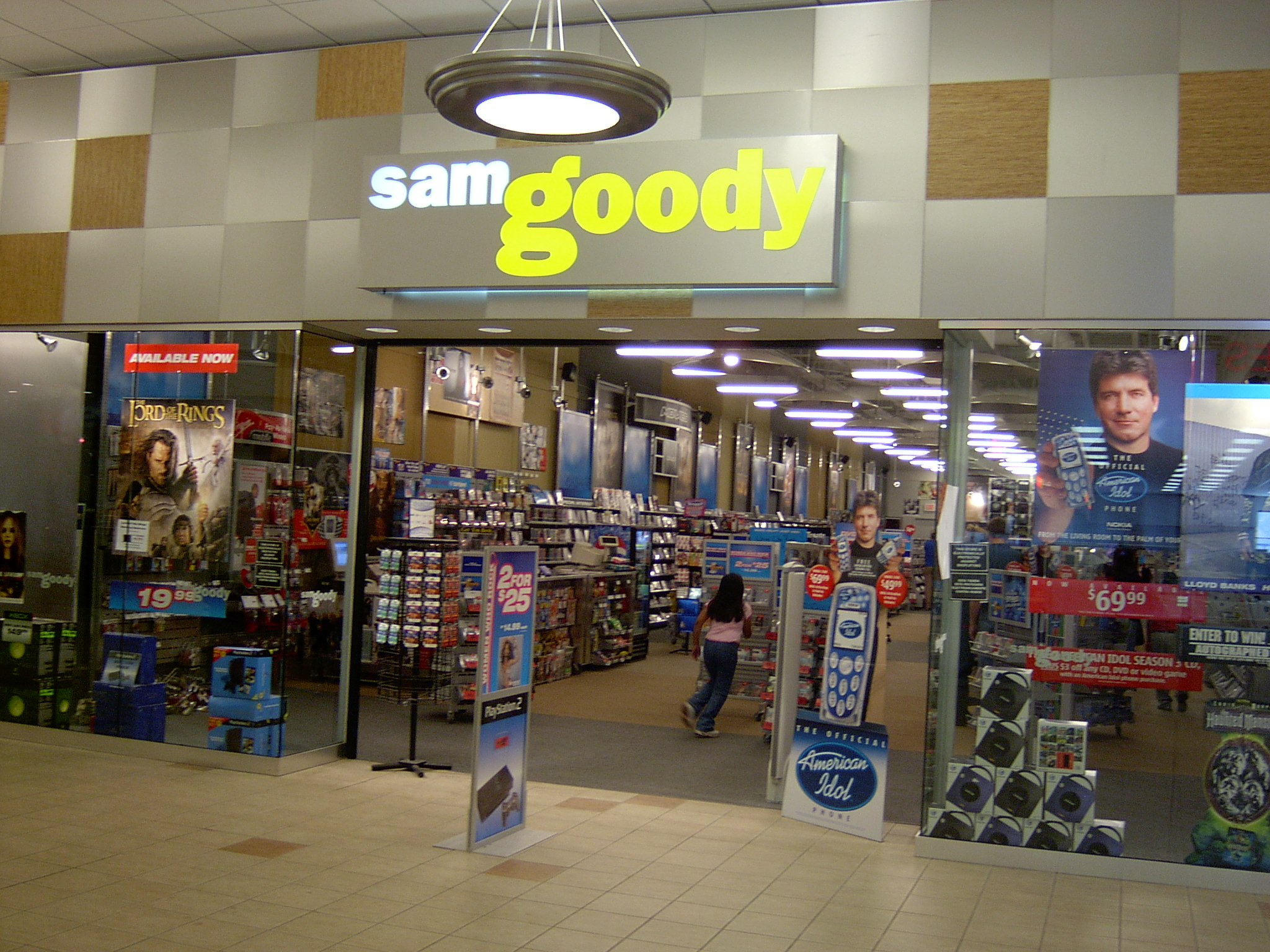
Typical Sam Goody - Best Buy era concept